# Henryk Cove
Die Henryk Cove ist eine Bucht an der Danco-Küste des Grahamlands im Norden der Antarktischen Halbinsel. Sie liegt im inneren Teil der Andvord Bay.
Polnische Wissenschaftler benannten sie 1999 nach dem polnischen Polarforscher Henryk Arctowski (1871–1958).